# Olios japonicus
Olios japonicus är en spindelart som beskrevs av Jäger och Ono 2000. Olios japonicus ingår i släktet Olios och familjen jättekrabbspindlar. Inga underarter finns listade i Catalogue of Life.